# Karl Ludwig von Cocceji
Karl Ludwig von Cocceji (* 1724; † 12. Juli 1808 in Glogau, Provinz Schlesien) war ein preußischer Oberamtsregierungspräsident von Glogau.

## Leben

### Herkunft und Familie
Karl Ludwig von Cocceji war Angehöriger der freiherrlichen Adelsfamilie Cocceji. Seine Eltern waren der preußische Kammergerichtspräsident und Großkanzler, Samuel von Cocceji (1679–1755) und die Generalstochter Johanna Charlotte von Beschefer (1701–1770).
Der preußische Oberst und königliche Generaladjutant Johann Heinrich Friedrich von Cocceji (1725–1785) und der polnische Generalmajor und Gesandte Carl Friedrich Ernst von Cocceji (1728–1780) waren seine jüngeren Brüder, der preußische General der Kavallerie Dubislav Friedrich von Platen (1714–1787) sein Schwager.
Er vermählte sich in erster Ehe am 2. November 1749 in Berlin mit der Balletttänzerin und nachmaligen schlesischen Gutsherrin und Gräfin Barbara Campanini (1721–1799). Die Ehe wurde 1788 geschieden. Eine zweite Ehe ging Freiherr Cocceji im Juli 1789 in Glogau mit Johanne Christiane Charlotte Schneider († 1808) ein. Sie war die Witwe des preußischen Hof- und Kriminalrats in Glogau, Georg Christoph Knappe. Seine zweite Ehefrau brachte fünf Kinder in die Ehe, die zeitweise seinen Namen führten und 1798 mit Anlehnung an das stiefväterliche Wappen und dem Namen Knappe von Knappstädt in den preußischen Adelsstand gehoben wurden.
Mit Freiherr Karl Ludwig von Cocceji ist der Mannesstamm seines Geschlechts erloschen.

### Werdegang
Cocceji absolvierte ein Jurastudium und begann sein Berufsleben als Legationsrat im Jahre 1741. Von 1745 bis 1752 war er Geheimer expedierender Sekretär bzw. Geheimer Rat bei der kurmärkischen Expedition der Geheimen Etatskanzlei in Berlin. Wegen eines Vergehens wurde Cocceji zu Beginn des Jahres 1748 in Spandau arrestiert. Im Oktober selben Jahres wurde er mit Philipp Joseph von Jariges nach Magdeburg geschickt, um jenem bei der Errichtung der neuen Justiz zu attestieren. Zu diesem Anlass erhielt er das Prädikat Geheimer Justizrat und konnte auf eine freigewordene Stelle in den Geheimen Justizrat einrücken.
Nach der heimlichen Heirat mit Barbara Campanini, welche in höchster Gunst des Königs stand, kam es erneut zu Zerwürfnissen. Erst ein Immediatsgesuch des Vaters und Großkanzlers Samuel von Cocceji um Versetzung für seinen Sohn nach Schlesien konnte die Wogen etwas glätten. Der König entsprach dem Ersuchen und ernannte Cocceji 1752 zum Präsidenten des Oberkonsistoriums in Glogau.
Im Januar 1761 hatte Cocceji gemeinsam mit seiner Gattin das schlesische Inkolat erhalten. 1763 wurde er Vizepräsident der Oberamtsregierung in Glogau und war um 1766 bereits zum Präsidenten des Gremiums avanciert. Im Winter 1769/1770 kehrte er nach dem Tod seiner Mutter zur Erledigung der Erbschaft kurzzeitig nach Berlin zurück.
1780 war Cocceji als Kandidat für den Posten des Justizministers vorgeschlagen, der König war jedoch nachhaltig abgeneigt. Dennoch erhielt Cocceji 1798 den kommissarischen Auftrag zur Revision der Oberschlesischen Oberamtsregierung in Brieg und galt auch um 1800 noch als schätzbarer Präsident. 1802 feierte Cocceji sein 50-jähriges Dienstjubiläum, zu welchem Anlass ihn Friedrich Wilhelm III., mit dem Großen Roten Adlerorden ehrte.
Cocceji war ebenfalls Präsident des Pupillenkollegiums.
Wegen der pommerschen Familiengüter war er seinen jüngeren Brüdern zumindest zu Wusseken als Lehnsherr gefolgt. Nach ihm wurden die Kinder seiner Schwestern Amalie Charlotte Henriette von Cocceji (1729–1757), vermählte Baronin von Vernezobre de Laurieux und Sophia Susanna Charlotte von Cocceji († 1794), vermählte von Platen, Gutserben.